# Selfjorden (Flakstad)
 For alternative betydninger, se Selfjorden. (Se også artikler, som begynder med Selfjorden)
Selfjorden er en fjord på nordøstsiden af Moskenesøya i Flakstad kommune i Nordland fylke  i Norge. Den går   omtrent 7 kilometer i sydvestlig retning fra indløbet mellem Moberget i vest og Geitøya i øst. Mod nordøst er der passage til Norskehavet via Hovdanvika, Røssøystraumen og Rambergsvika og fra Andopsnes går Sundstraumen mod syd  og giver passage til Vestfjorden.
Fjorden går mellem Langneset og Kitinden (757 moh.) på nordsiden og Nesfjellet og Narvtinden (677 moh.) på sydsiden. De indre 700 meter hedder Laukvika, og er omgivet af Småtindan, Middagstinden, Nonstinden og Tverrfjellet. Mellem Tverrfjellet og Vegneset, ved foden af Kitinden, går fjordarmen Stormarkpollen  1,7 kilometer i nordvestlig retning ind mod foden af Ryptinden (613 moh.).
Største bebyggelse er den lille bygd Krystad, som er endepunkt for Fylkesve 986 (Nordland) på nordvestsiden. Der er spredt bebyggelse langs lokalvejen til Selfjord. Europavej E10 går langs den nordøstlige del af fjorden.